# بين سميث (عازف جاز)
بين سميث (بالإنجليزية: Ben Smith)‏ هو عازف جاز أمريكي، (و. 1905  م).

## روابط خارجية
- بنجامين سميث على موقع ميوزك برينز (الإنجليزية)
- بنجامين سميث على موقع أول ميوزيك (الإنجليزية)